# Stenus fulvicornis
Stenus fulvicornis es una especie de escarabajo del género Stenus, familia Staphylinidae. Fue descrita científicamente por Stephens en 1833.
Habita en Reino Unido, Rusia, Suecia, Noruega, Países Bajos, Alemania, Estonia, Finlandia, Austria, Luxemburgo, Italia, Francia, Dinamarca, Canadá, Argelia, Irlanda y los Estados Unidos.